# Storm Reid

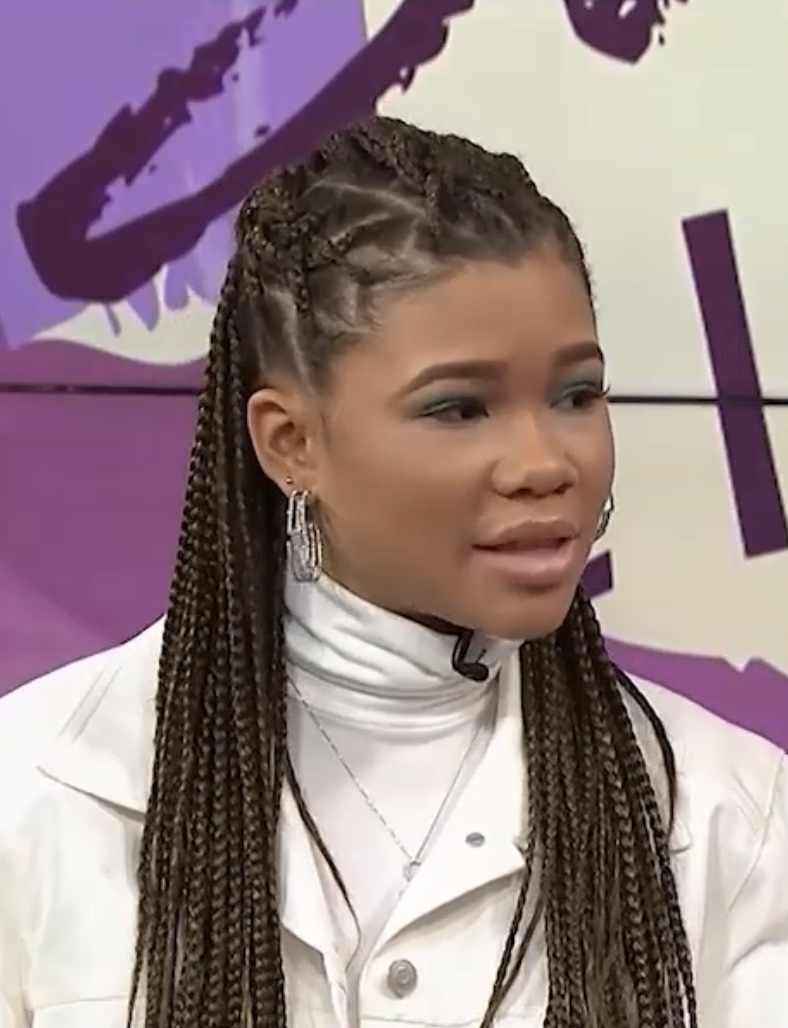
Storm Reid (2020)

Storm Reid (* 1. Juli 2003 in Atlanta) ist eine US-amerikanische Schauspielerin.

## Leben
Storm Reid wurde 2003 in Atlanta geboren. Im Film 12 Years a Slave von Steve McQueen, der im Jahr 2013 in die Kinos kam, war sie an der Seite von Brad Pitt, Paul Giamatti, Chiwetel Ejiofor und Michael Fassbender in der Rolle von Emily zu sehen. Reid gab hierbei ihr Spielfilmdebüt als Schauspielerin. Weitere Film- und Fernsehrollen folgten.
Im Film Das Zeiträtsel (A Wrinkle in Time) von Ava DuVernay aus dem Jahr 2018 erhielt Reid die Hauptrolle von Meg Murry. Im Film Killing Winston Jones spielt sie Abigail.

## Filmografie (Auswahl)
- 2013: 12 Years a Slave
- 2013: Die Thundermans (The Thundermans, Fernsehserie, Folge 1x06)
- 2015: The Summoning
- 2014: Navy CIS: L.A. (NCIS: Los Angeles, Fernsehserie, Folge 5x22)
- 2014: Nicky, Ricky, Dicky & Dawn (Fernsehserie, Folge 1x05)
- 2015: White Water
- 2016: Sleight – Tricks & Drugs & Zauberei (Sleight)
- 2016: Lea to the Rescue
- 2016: Santa’s Boot Camp
- 2017: Career Day mit Hindernissen (A Happening of Monumental Proportions)
- 2018: Das Zeiträtsel (A Wrinkle in Time)
- 2019: Relive
- 2019: When They See Us (Miniserie, 4 Folgen)
- seit 2019: Euphoria (Fernsehserie)
- 2019: Don’t Let Go
- 2019: The Bravest Knight (Fernsehserie, Stimme von Nia)
- 2020: Der Unsichtbare (The Invisible Man)
- 2021: The Suicide Squad
- 2022: One Way – Hell of a Ride (One Way)
- 2023: Missing
- 2023: The Last of Us (Fernsehserie, Folge 1x07)
- 2023: The Nun II

## Auszeichnungen
BET Awards
- 2020: Nominierung für den Young Stars Award[3]

Teen Choice Award
- 2018: Nominierung als Beste Schauspielerin – Fantasy für Das Zeiträtsel

NAACP Image Award
- 2018: Nominierung als Herausragende Bahnbrechende Rolle in einem Kinofilm für Das Zeiträtsel

Emmy
- 2023: Beste Gastdarstellerin in einer Dramaserie für The Last of Us